# エヴォルト
株式会社エヴォルト（EVOLUT）は、東京都渋谷区神宮前に本社を置く日本の芸能プロダクションである。

## 所属タレント
女性タレント
- 秦瑞穂
- 軽辺るか
- 原里杏
- 松山友紀奈
- 浜田由梨[1]

男性タレント
- 大野哲生
- 籠谷和樹

アーティスト
- 沢辺りおん

## 過去の所属タレント
- 梅本静香[2]
- 石原夕里朱[3]
- 高見こころ[4]